# 김태양 (2001년생 축구 선수)
김태양(한국 한자: 金泰揚, 2001년 5월 4일 ~ )은 대한민국의 축구 선수로, 포지션은 골키퍼이다. 현재 K리그1 전북 현대 모터스 소속이다.